# Plectrocnemia intermedia
Plectrocnemia intermedia là một loài Trichoptera trong họ Polycentropodidae. Chúng phân bố ở miền Cổ bắc.